# Landesregierung Keßler II
Die Landesregierung Keßler II war die sechste Vorarlberger Landesregierung nach dem Zweiten Weltkrieg und von 1969 bis 1974 im Amt. Sie wurde unter dem Vorsitz von Landeshauptmann Herbert Keßler im Anschluss an die Landtagswahl in Vorarlberg 1969 gebildet und am 19. Oktober 1969 angelobt. Ihre Amtszeit endete mit der Angelobung der Nachfolgeregierung Keßler III am 4. November 1974.
Nach der Landtagswahl am 19. Oktober 1969 wurde von der ÖVP mit den beiden anderen im Vorarlberger Landtag vertretenen Parteien eine Konzentrationsregierung unter Einbeziehung der SPÖ und der FPÖ in die Regierung vereinbart. Diese Koalition setzte sich anschließend aus fünf Regierungsmitgliedern der ÖVP und jeweils einem Landesrat der SPÖ und der FPÖ zusammen.
Während der Amtszeit der Landesregierung Keßler II trat zunächst am 24. Juni 1970 Hermann Stecher von der SPÖ von seinem Posten als Landesrat zurück. Er wurde von den Sozialisten zunächst durch Walter Peter ersetzt, der jedoch am 1. Jänner 1972 ebenfalls ersetzt wurde durch seinen Parteikollegen Ernst Winder. Zudem trat am 13. September 1973 Landesstatthalter Gerold Ratz von seinem Amt zurück. Er wurde von der ÖVP durch den bisherigen Landesrat Martin Müller ersetzt. Für Müller rückte auf das Amt des Landesrats Siegfried Gasser nach.

## Regierungsmitglieder
| Amt                                                     | Name                                                                      | Partei | Ressorts |
| ------------------------------------------------------- | ------------------------------------------------------------------------- | ------ | -------- |
| Landeshauptmann                                         | Herbert Keßler                                                            | ÖVP    |          |
| Landesstatthalter ab 13. September 1973                 | Martin Müller                                                             | ÖVP    |          |
| Landesrat                                               | Konrad Blank                                                              | ÖVP    |          |
| Landesrat                                               | Rudolf Mandl                                                              | ÖVP    |          |
| Landesrat                                               | Siegfried Gasser ab 13. September 1973                                    | ÖVP    |          |
| Landesrat                                               | Ernst Winder ab 1. Jänner 1972                                            | SPÖ    |          |
| Landesrat                                               | Hans Sperger                                                              | FPÖ    |          |
| Vorzeitig ausgeschiedene Mitglieder der Landesregierung |                                                                           |        |          |
| Landesstatthalter                                       | Gerold Ratz ausgeschieden am 13. September 1973                           | ÖVP    |          |
| Landesrat                                               | Hermann Stecher ausgeschieden am 24. Juni 1970                            | SPÖ    |          |
| Landesrat                                               | Walter Peter eingetreten am 24. Juni 1970 ausgeschieden am 1. Jänner 1972 | SPÖ    |          |